# Tricia Helfer
Tricia Helfer (Donalda (Alberta), 11 april 1974) is een Canadees actrice en voormalig fotomodel.

## Biografie
Helfer werd op 17-jarige leeftijd ontdekt door een talentscout van een modellenbureau. Ze liep modeshows voor modehuizen en stond op de cover van modemagazines. In februari 2007 stond ze in de Amerikaanse Playboy.
In 2002 verhuisde ze van New York, waar ze verbleef voor haar modellenwerk, naar Los Angeles om er een carrière als actrice op te bouwen. Haar eerste rol veroverde ze in de televisieserie Jeremiah en ze had ook een rol in de serie CSI.
In 2003 werd ze gecast voor Battlestar Galactica, de Miniserie in de rol van Number Six, een humanoïde Cylon. Na de miniserie kwam er een vervolg met Battlestar Galactica (the reimagined series) waar ze de rol van verschillende Number Six-kopieën speelde tot de serie na 4 seizoenen in 2009 ten einde was. De rol van Number Six speelde Helfer daarna nog één keer in de televisiefilm Battlestar Galactica: The Plan, die in november 2009 uitgebracht werd.
Ze heeft de stem van Sarah Kerrigan ingesproken in het computerspel StarCraft II: Wings of Liberty. Ook heeft ze de rol vertolkt van Kilian Qatar, linkerhand van Kane (vertolkt door Joe Kucan) en Generaal van de Brotherhood of Nod in Command & Conquer 3: Tiberium Wars. In 2010 speelde ze de sexy seriemoordenares Lila in de film Open House.
Helfer is getrouwd met een advocaat, die ze ontmoette op een verjaardagsfeest van een gezamenlijke vriend.